# Limp Bizkit
Limp Bizkit é uma banda norte-americana de rock formada em Jacksonville, Flórida. A banda é formada por Fred Durst (vocal), Wes Borland (guitarra), Sam Rivers (baixo) e John Otto (bateria). Limp Bizkit foi nomeado para três Grammy Awards e já ganhou vários outros prêmios. A banda vendeu mais de 40 milhões de álbuns pelo mundo.

## História

### Início (1994–1996)
A banda Limp Bizkit foi formada em 1994 em Jacksonville, depois de  Fred Durst conhecer Sam Rivers. Rivers apresentou Durst ao seu primo, John Otto, um baterista de Keystone Heights, Flórida. Os três se reuniram para tocarem juntos e logo depois começaram oficialmente a banda. O trio logo recrutou o guitarrista Rob Waters e o Limp Bizkit se estabeleceu. A banda fez uma demo com quatro músicas, intitulado de Mental Aquaducts. Otto sugeriu que o grupo fosse recrutar Wes Borland, que tinha ido para a faculdade, para o cargo agora vago. Durst viu Borland tocar em clubes e queria recrutá-lo. Durst foi para Filadélfia e ele instruiu os outros membros para falar com Wes e ver se ele queria se juntar a banda. Wes aceitou e na mesma noite Fred voltou para Jacksonville e um show foi agendado. Fred e Wes se reuniram pela primeira vez, praticado por meia hora, e depois o primeiro concerto aconteceu.
A banda continuou a tocar vários concertos, o seu local de encontro mais populares é o Milkbar em Jacksonville. Em 1995, Fred Durst encontrou e conversou com membros da banda KoRn, quando fez um show na área de Jacksonville. Durst, um tatuador, fez no guitarrista Brian "Head" Welch umas tatuagens e os dois se tornaram amigos. Fred Durst deu ao Korn a fita demo da banda mas eles disseram que era nada de especial. Mais tarde, com Borland, uma segunda demo foi gravada e, desta vez o Korn ficou impressionado. A demo incluía as faixas "Counterfeit", "Stuck", "Stalemate", e "Pollution", que acabaria no álbum de estreia de Three Dollar Bill, Yall $. A fita demo foi mostrada a Ross Robinson, que produziu para o Korn, e ele ficou impressionado. Ross decidiu contratar o Limp Bizkit e declarou sua intenção de produzir para a banda. Em um concerto no Garbage, Durst havia encontrado Jordan Schur e deu sua fita demo para ele. Ele ficou impressionado e quis assinar com o Limp Bizkit para sua gravadora, a Flip Records. A esta altura, a banda saiu em turnê com as bandas Deftones e House of Pain. Limp Bizkit depois assinou com a Mojo Records, mas mais tarde foi comprada por Schur e posteriormente assinaram com a Records Flip.

### Three Dollar Bill Y'All$(1997–1998)
Primeiro álbum da banda, Three Dollar Bill, Y'all$, foi lançado em 1997 pela Interscope. O álbum se saiu mal na Billboard 200 quando saiu. Contudo quando a banda foi até o Family Values Tour, o Trail of Tears, e Ozzfest, o que ajudou o álbum a subir a pico e ir até ao número 22 na Billboard 200. No Ozzfest, em especial, a banda fez um concerto memorável sobre os espectadores, devido ao conjunto original que fizeram com que consistia num banheiro gigante. A banda subiu para fora do banheiro, no início do show, com Durst dizendo frases durante o show, como "Nós viemos diretamente do esgoto para vocês" e "Eu sou um pedaço de merda, e a minha banda é um pedaço de merda ". Maquiagem estranha de Wes Borland começou a fazer impressões sobre os fãs também. Embora seu primeiro single foi lançado "Counterfeit", o álbum ganhou fama através de um cover de George Michael, "Faith". A canção apareceu na Banda Sonora do filme de Peter Berg, de 1998, "Very Bad Things", estrelado por Cameron Diaz, Christian Slater e Jeremy Piven. Mais tarde naquele ano, Fred emprestou sua voz para o terceiro álbum do Korn na canção All in the Family, um rap-batalha. O álbum contou com um segundo disco, com quatro remixes da demo para a música e multimédia, com entrevistas entre Fred Durst, Wes Borland e os restantes elementos  da banda KoRn.
Outra ideia original da banda surgiu com a Tour Ladies Night Cambodia. Fred tinha observado que normalmente são rapazes a ir aos seus concertos, e queria mais mulheres, assim deixaram as mulheres entrar de forma gratuita, nesta turnê. A turnê foi um enorme sucesso, e muitas mais mulheres apareceram nos seus concertos mais tarde.

### Significant Other(1999–2000)
Em 1999 a banda lançou seu segundo álbum, Significant Other. O primeiro compacto, "Nookie" foi um grande sucesso. No segundo semestre de 1999, o grupo seguiu o sucesso de "Nookie" com outros compactos, "Re-Arranged" e "N 2 Gether Now", este último com parceria do rapper Method Man, e foi um grande sucesso na mídia. além de Method Man, o álbum teve outras participações especiais: Jonathan Davis do Korn e Scott Weiland ex-Stone Temple Pilots, ambos na música "Nobody Like You".

### Chocolate Starfish and the Hot Dog Flavored Water(2000–2001)
Em 2000, a banda lançou Chocolate Starfish and the Hot Dog Flavored Water. Os primeiros dois compactos, "My Generation" e "Rollin (Air Raid Vehicle)" foram lançados simultaneamente. Durst alegou que essa tática iria chamar atenção para o álbum, o que realmente aconteceu: ambas as canções foram um sucesso. O álbum vendeu 1.055.256 cópias em sua primeira semana, um recorde para álbuns de rock. No total foram vendidos quase 12 milhões de cópias.

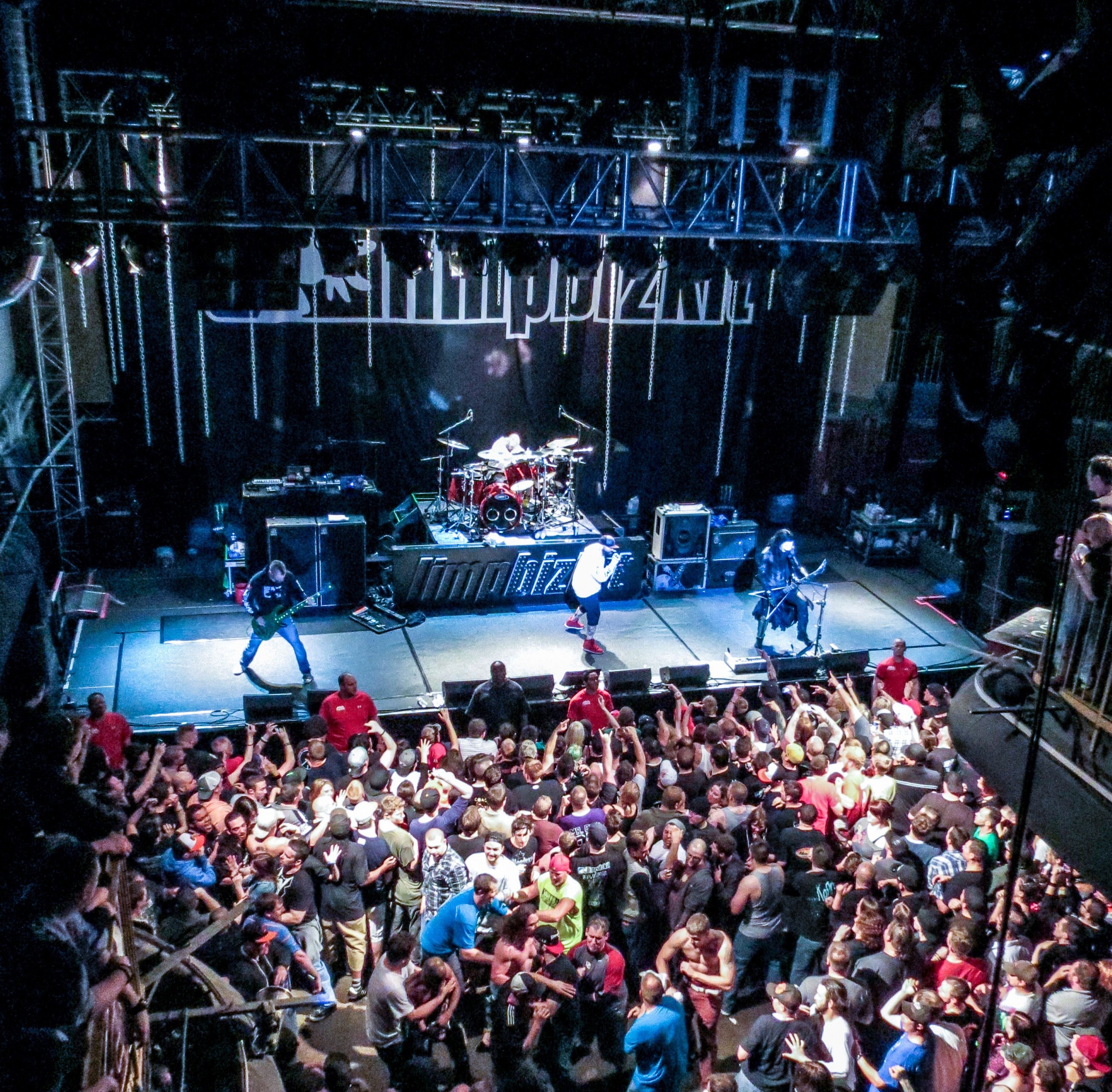
Limp Bizkit se apresentando ao vivo nos Estados Unidos

A banda divulgou o álbum com o turnê Back to Basics. Os concertos eram marcados pela proximidade entre os fãs e a banda, que eram separados somente por uma grade de metal. Posteriormente a turnê foi patrocinada pelo Napster, e fãs puderam conferir de graça as apresentações.
Em entrevista no mesmo ano, Wes Borland expressou insatisfação com o Limp Bizkit. Ele estava cansado dos boatos e disputas com outras bandas e com a mídia, principalmente com Trent Reznor, do Nine Inch Nails, por quem Borland tinha muita admiração. Em Outubro de 2001, Borland deixou a banda, alegando que o Limp Bizkit era uma banda vendida, e que Durst era egomaníaco. A saída de Borland foi uma grande explosão, pois ele foi muitas vezes citado como a força criativa no grupo, em parte por seu grande ecleticismo.
Com a ausência de Wes Borland, a banda iniciou um processo de audições para encontrar um novo guitarrista, que ganhou o nome Put Your Guitar Where Your Mouth Is. Milhares de pessoas esperaram por horas por uma chance na audição.
Em 7 de março de 2003, a banda anunciou que se apresentaria ao vivo novamente depois de dois anos, no WrestleMania XIX. Também assinou contratos para algumas turnês, apesar de a banda estar ainda sem guitarrista. Os guitarristas para a turnê foram revelados posteriormente na página oficial da banda, sendo Brian Welch do Korn e Mike Smith do Snot. Dois dias depois, Durst confirmou na página oficial que Mike havia se tornado o guitarrista oficial da banda.
Mike Smith se reuniu com o Limp Bizkit para turnês, e contribuiu em pelo menos cinco músicas no álbum seguinte da banda, Results May Vary.

### Results May Vary(2001–2003)
Results May Vary foi lançado em outubro de 2003, com o grupo estilizando seu nome como limpbizkit, devido as mudanças com a entrada de Mike Smith e saída de Wes Borland.
Apesar deste álbum não ter emplacado sucessos como os anteriores, recebeu disco de platina nos Estados Unidos. A resposta da crítica para o álbum foi negativa, sendo considerado como sem forma e direção. A versão para "Behind Blue Eyes" do The Who foi bem sucedida nas rádios, mas foi citada como a pior versão de todos os tempos. Além de "Eat You Alive" e "Behind Blue Eyes", não foram lançados outros vídeos para canções desse álbum, devido à saída de Mike Smith da banda para o retorno de Wes Borland. Durante julho de 2004 houve vários rumores sobre a saída de Mike Smith da banda e o retorno de Wes Borland. Em 13 de agosto foi feito o anúncio da volta do guitarrista a banda. Nenhum anúncio oficial foi feito, mas a página da banda esteve fora do ar por algum tempo, e foi substituída por uma página com fotos da banda, que incluíam Wes.

### The Unquestionable Truthe hiatus (2004–2008)
Com a volta de Wes Borland à banda, o Limp Bizkit reverteu o estilo de seu nome para o original. Eles retornaram ao estúdio com o produtor Ross Robinson e criaram o EP intitulado The Unquestionable Truth (Part 1), que foi lançado em 3 de maio de 2005, surpreendendo os fãs. A grande falta de apelo com a mídia foi considerada estratégia de Durst, resultando em pequenas vendas na primeira semana, algo em torno de 37 mil cópias. Sem gastarem qualquer dólar em publicidade, as vendas do álbum rondam as 550 mil cópias. O álbum tem sete faixas.
Logo após o lançamento deste álbum a banda entrou em hiatus.

### Retorno eGold Cobra(2009–2011)

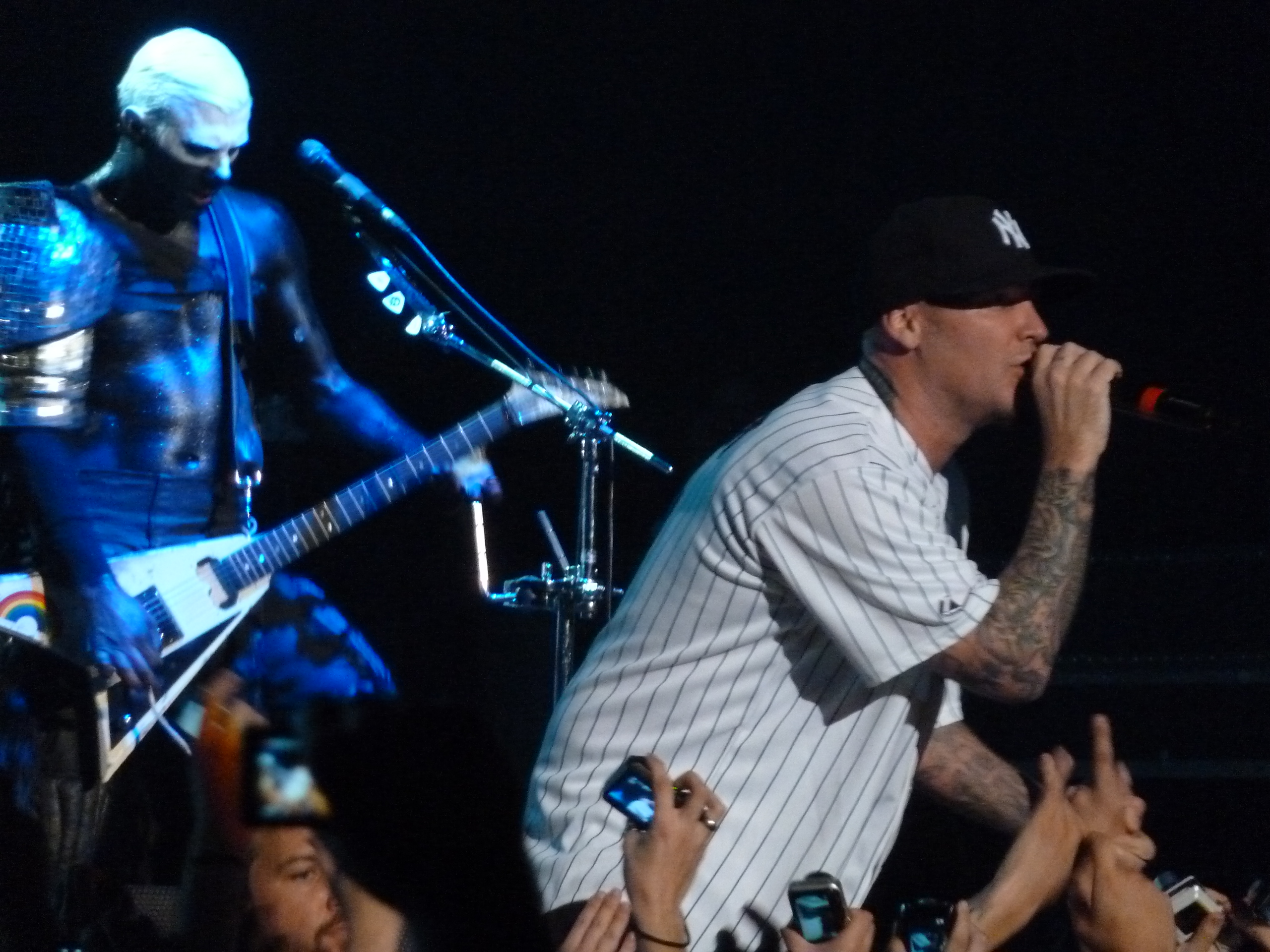
Limp Bizkit se apresentando no Chile em 2011

Em 2009, Limp Bizkit retornou com Wes Borland na guitarra e saiu em turnê pela Europa e Ásia, mas não pelos Estados Unidos. Durst anunciou que a banda então trabalharia em um novo disco, que Borland chamou de Gold Cobra. Wes afirmou que o título não tem qualquer significado e foi escolhido porque ele se encaixava com o estilo de música que o grupo estava fazendo. O primeiro single, "Shotgun", foi lançado oficialmente em 17 de maio de 2011. A canção recebeu algumas criticas positivas, como a Artistdirect afirmando que a banda "retornou ao estilo do começo da carreira".
Gold Cobra foi lançado em 28 de junho de 2011 e recebeu críticas variadas. Stephen Thomas Erlewine, da Allmusic, afirmou que a banda estava "retornando ao estilo do Three Dollar Bill Y'All". Chad Grischow, da IGN, disse que "apesar de não ser seu melhor trabalho, este último disco do Limp Bizkit prova que o Greatest Hitz que eles lançaram em 2005 pode ter sido prematuro". O grupo então saiu em turnê pelo mundo, com apresentações na Europa, Estados Unidos e na América do Sul (incluindo dois shows no Brasil). Gold Cobra vendeu pelo menos 80 mil cópias na américa do norte em seu primeiro ano de vendas e estreou na 16ª posição nas paradas dos mais vendidos por lá na sua primeira semana. Foi então que a banda afirmou que estaria deixando a gravadora Interscope.

### Stampede of the Disco ElephantseStill Sucks(2012–presente)
Em fevereiro de 2012, a banda retornou para a Austrália pela primeira vez em onze anos, tocando no festival Soundwave. Fred Durst dedicou o show a Jessica Michalik, que morrera em um show do Limp Bizkit durante o festival Big Day Out de 2001.

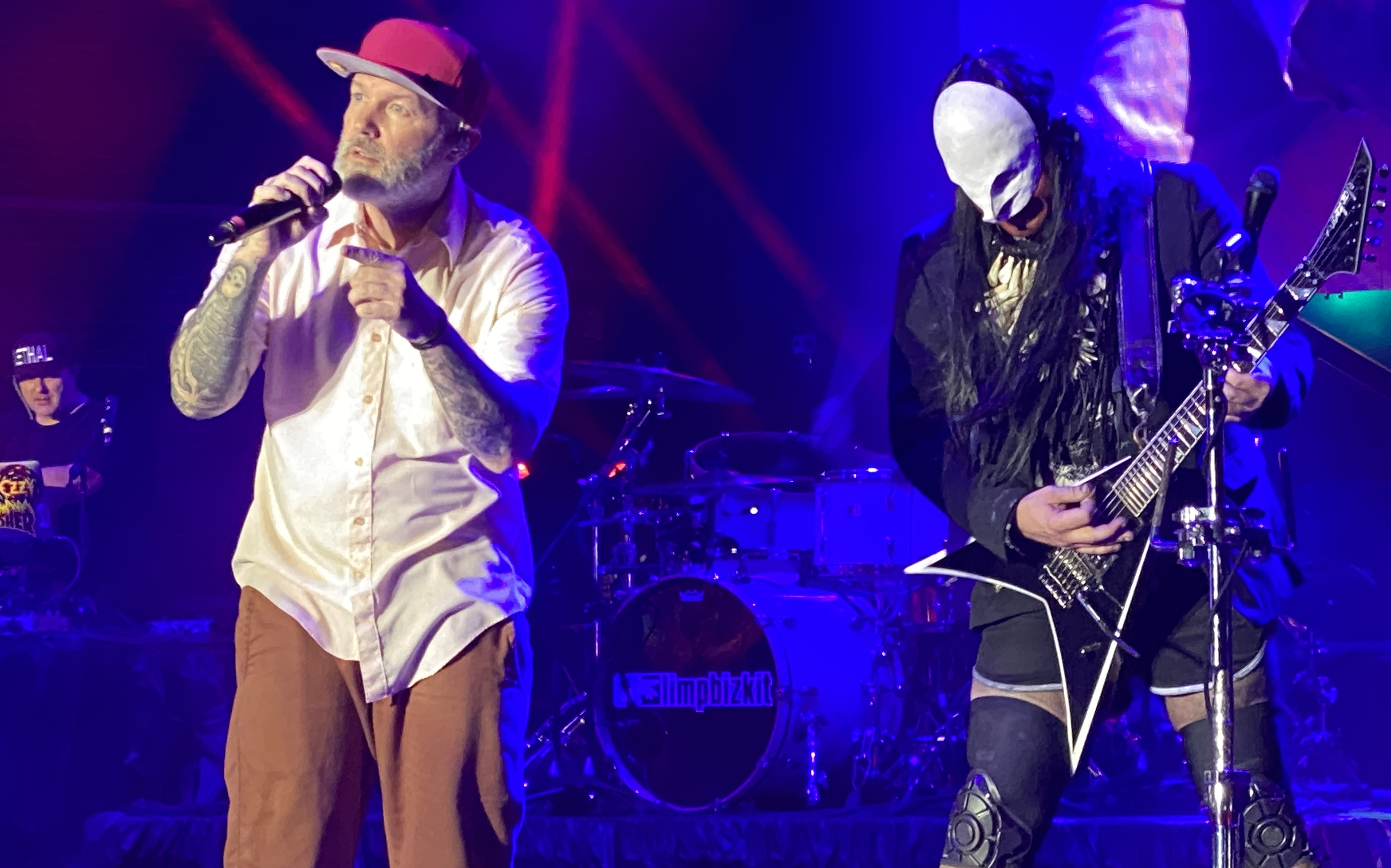
A banda se apresentando em 2021

Em 24 de fevereiro de 2012, Limp Bizkit assinou um contrato com a gravadora Cash Money Records e então confirmaram o lançamento de um novo álbum, intitulado Stampede of the Disco Elephants. O álbum, produzido por Ross Robinson (que já trabalhou com a banda nos discos Three Dollar Bill, Yall e The Unquestionable Truth), teria data prevista de lançamento para abril de de 2015.
Em abril de 2012, foi anunciado que DJ Lethal se retirou da banda por te sido ameaçado por Fred Durst de demissão junto com o baterista Otto (este último acabou ficando). A saída aconteceu com muita animosidade por parte do ex DJ do grupo. Lethal foi substituído por um DJ até então desconhecido chamado DJ Skeletor.
Em março de 2013, a banda lançou oficialmente o primeiro single do sexto disco, a canção "Ready to Go", que conta com a participação do rapper Lil Wayne. Um clipe para a canção foi lançado três meses depois. Limp Bizkit saiu então em turnê mundial novamente.
A banda deixou oficionalmente a Cash Money Records no dia 26 de outubro de 2014. Fred Durst disse que essa decisão foi tomada apenas por que os objetivos da banda e da gravadora eram completamente diferentes, mas que continua respeitando todos na Cash Money Records.
Em 30 de setembro 2021, a banda lançou um novo single, "Dad Vibes". Em 19 de outubro, Durst afirmou que novas canções seriam lançadas, anunciando os títulos "Turn It Up Bitch" e "Goodbye", dizendo que o novo disco teria doze faixas. Em 28 de outubro, Durst confirmou em seu Instagram o título do novo álbum do grupo, intitulado Still Sucks, lançado três dias depois.

## Discografia
Álbuns de estúdio
- Three Dollar Bill, Yall$ (1997)
- Significant Other (1999)
- Chocolate Starfish and the Hot Dog Flavored Water (2000)
- Results May Vary (2003)
- The Unquestionable Truth (Part 1) (2005)
- Gold Cobra (2011)
- Still Sucks (2021)

## Integrantes

### Membros atuais
- Fred Durst - vocal (1994 - atualmente)
- Sam Rivers - baixo (1994 - atualmente)
- John Otto - bateria e percussão (1994 - atualmente)
- Wes Borland – guitarra (1995–1996, 1997–2001, 2004–2006, 2009 – atualmente)

- DJ Lethal (1994 - 2012, 2019 – atualmente)

### Membros de turnê
- Brian Welch - Guitarra (2003)
- DJ Skeletor - turntables, samples, programação (2012 - 2014)

### Ex-membros
- Mike Smith - guitarra (2002 - 2004)